# Castell de Hastings
El castell de Hastings és castell de mota i pati que es troba en un estat en ruïnes, situat a la ciutat de Hastings, East Sussex (Anglaterra).

## Història
Immediatament després d'aterrar a Anglaterra l'any 1066, Guillem el Conqueridor va ordenar la construcció de tres fortificacions, el castell de Pevensey al setembre de 1066, el de Hastings (abans de la batalla de Hastings) i el castell de Dover. El castell de Hastings es va construir originalment com un castell motte-and-bailey prop del mar. Més tard aquest any, la famosa Batalla de Hastings va tenir lloc prop del castell de Hastings, on William va guanyar. L'any 1070, William va emetre ordres perquè el castell fos reconstruït en pedra, juntament amb la capella de Santa Maria.
Els comtes d'Eu va ocupar el castell durant la major part del període normand, començant per Robert, comte d'Eu, però el rei John va ordenar que el castell fos destruït per evitar que caigués en mans de Lluís VIII de França. L'any 1220, Enric III va re-fortificar el castell.
Amb el temps, però, la casa d'Eu va perdre el control del castell de Hastings quan el hereu familiar William va prendre la decisió de mantenir els seus béns francesos sobre els anglesos i va ser denegat el dret a la seva herència. L'any 1242, Enric III va concedir la regla del castell i les seves terres a l'oncle de la seva dona Pere II de Savoia, que va governar la finca fins a morir.
L'any 1287, violentes tempestes van maltractar la costa sud durant molts mesos i els penya-segats suaus de marès van sucumbir als elements. Grans seccions de la muralla van caure al mar juntament amb parts del castell.
Els anys 1339 i 1377, la ciutat va ser atacada pels francesos deixant molts edificis cremats que incloïen llars. Al llarg del segle següent, l'erosió no estava controlada i a poc a poc es va perdre més part del castell al mar.
A mitjans del segle xvi, el castell va rebre un nou cop quan Enric VIII va encarregar que tots els monestirs catòlics fossin destruïts i això va deixar el lloc en decadència durant molts anys. El lloc va ser comprat per Thomas Pelham el 23 de juny de 1591.
Després d'això, el lloc va ser adquirit per la família Pelham i s'utilitzava per a l'agricultura fins que les ruïnes estaven tan cobertes per la natura que es van perdre de la memòria.
Durant la Segona Guerra Mundial, el castell va rebre més dany, ja que Hastings era un objectiu per a atacs de bombardeig. L'any 1951, la Corporació Hastings va comprar el lloc i la va convertir en una atracció turística.
El castell està obert al públic entre març i octubre.